# Birger Van de Ven
Birger Van de Ven, né le 30 avril 1982 à Malines, est un joueur de football belge, qui évolue comme défenseur latéral. Depuis 2007, il joue pour le club néerlandais VV Capelle, en « Top Klasse (Zaterdag) », la troisième division nationale créée en 2010.

## Carrière
Birger Van de Ven est formé au FC Malines, et débute dans l'équipe première en 1999. Il joue deux saisons dans son club formateur, et quand celui-ci est relégué en deuxième division en 2001, il est transféré au FC Bruges pour 100 000€, où il signe un contrat de quatre ans. Il ne joue que six matches durant ses trois premières saisons, et inscrit un but en demi-finale de Coupe de Belgique face à Lokeren. Il fait partie du noyau qui remporte le championnat de Belgique 2003. Il est prêté au RBC Roosendaal lors de sa dernière année de contrat. Il débute bien la saison, mais est victime de blessures qui le tiennent à l'écart des terrains à plusieurs reprises.
Après une année aux Pays-Bas, où Van de Ven connaît la relégation pour la deuxième fois de sa carrière, il rejoint le club de Bornem en 2005. Il y reste une saison, puis joue la saison suivante à Deinze. Enfin, en 2007, il rejoint le VV Capelle, d'abord en Hoofdklasse, la première division amateur du football néerlandais, puis à partir de 2010 en Top Klasse (Zaterdag), pour ce qui est la première saison de ce nouveau championnat.

## Palmarès
- champion de Belgique en 2003 avec le FC Bruges.
- Vainqueur de la Coupe de Belgique en 2002 avec le FC Bruges.